# José Pilar Reyes
José Pilar Reyes, (Aguascalientes, 12 de outubro de 1955), é um ex-futebolista mexicano que atuava como goleiro.

## Carreira
Manuel Nájera fez parte do elenco da Seleção Mexicana de Futebol, na Copa do Mundo de  1978.